# Hakama
Hakama (jap. 袴) – spodnie, element tradycyjnego stroju japońskiego. Pierwotnie noszona była jedynie przez mężczyzn, lecz w czasach dzisiejszych zakładają ją również kobiety. Stosowana jest w niektórych japońskich sztukach walki, na przykład w aikido i w kendo. Hakama w aikido symbolizuje wyższego ucznia lub mistrza. W niektórych innych sztukach walki można nosić hakamę od początku. W japońskim aikido hakamę dostaje się przy pierwszym danie, w Polsce – członkowie AAI-Polska od 2 kyū, Polskiej Unii Aikido od 1 kyū, pod warunkiem posiadania uprawnień instruktorskich, członkowie Polskiego Stowarzyszenia Aikido „Aikikai-Polska” od 2 kyū, członkowie Polskiej Federacji Aikido zależnie od ustaleń danego dojo, najczęściej od 2 kyū, kobiety od 3 kyū.

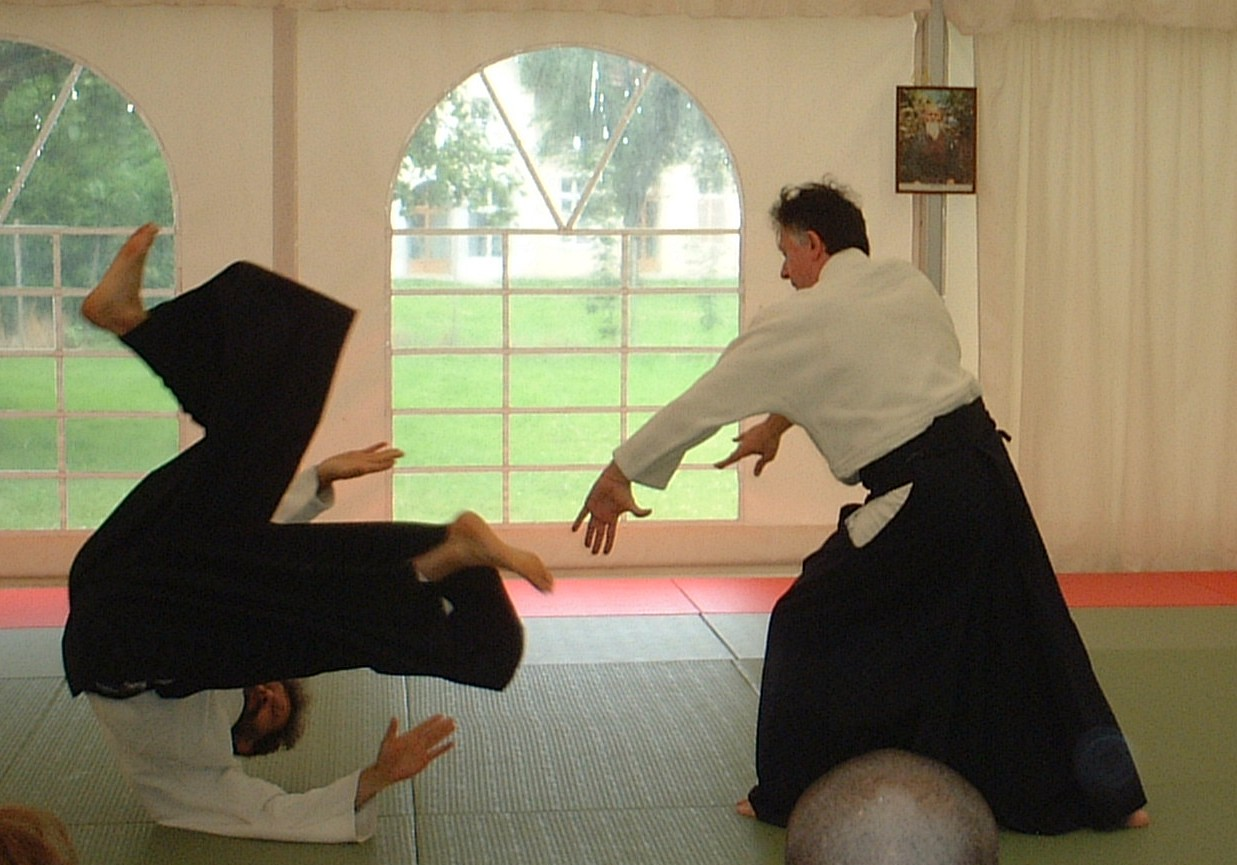
Aikidocy w hakamach

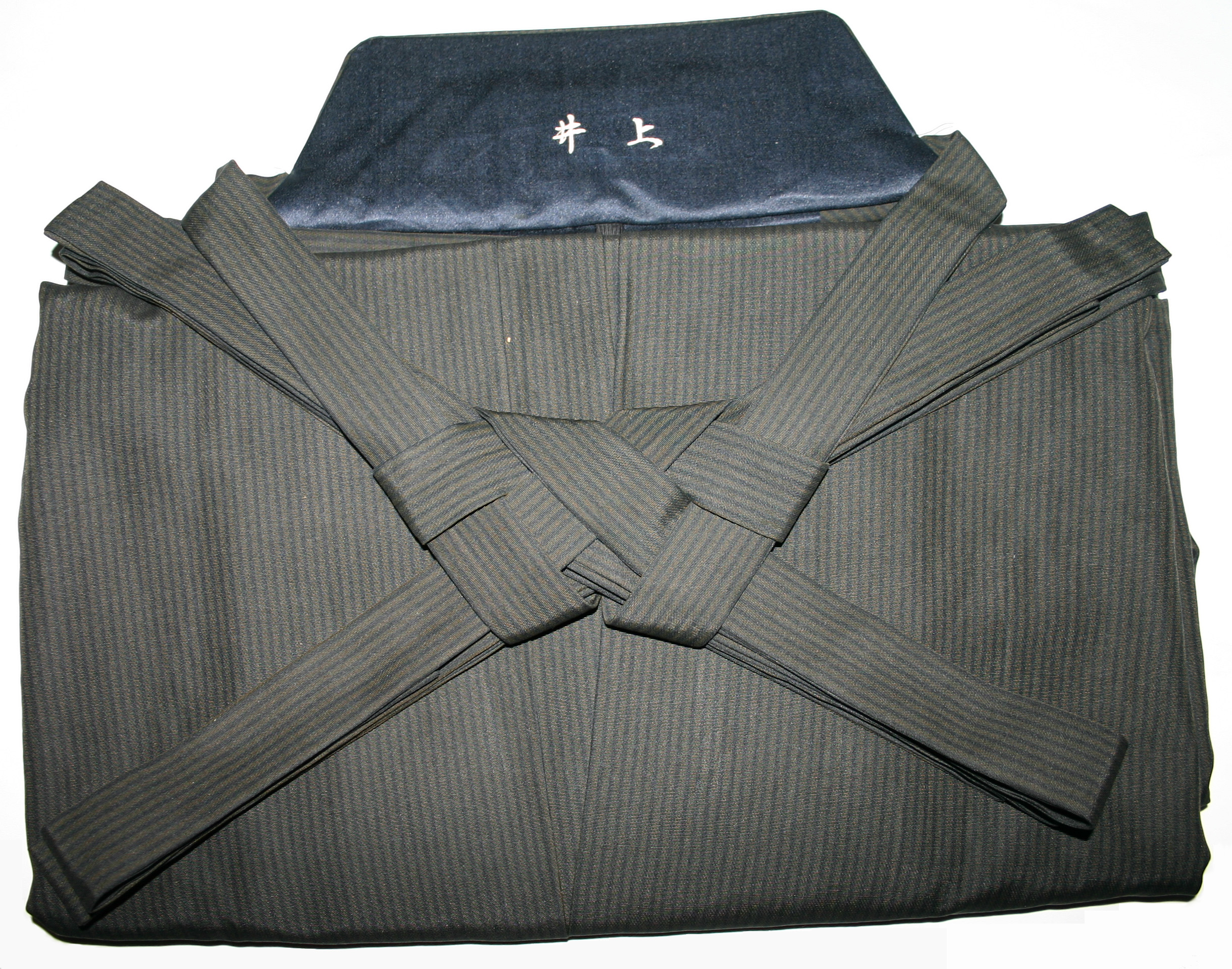
Złożona hakama

Hakama to plisowane spodnie. Bardzo szerokie, dzięki czemu można łatwo usiąść po turecku i wstać. Zapewniają także swobodę ruchów w walce. Zakłada się ją na kimono bądź keikogi, używając do tego celów czterech pasów zwanych himo. Dwa dłuższe himo przymocowane z przodu hakamy przewiązuje się dwukrotnie dookoła siebie i wiąże na wysokości brzucha. Tylne pasy przekłada się pod obi i splata z przodu.
Hakama ma siedem plis, pięć z przodu i dwie z tyłu. Każda z nich symbolizuje cnotę, którą powinien cechować się budōka:
- Jin (仁) - dobroć,
- Gi (義) - sprawiedliwość,
- Rei (礼) - uprzejmość,
- Chi (智) - mądrość i inteligencja,
- Shin (信) - szczerość i uczciwość,
- Chūgi (忠義) - lojalność, wierność,
- Meiyo (名誉) - honor,

## Składanie hakamy
Składanie hakamy jest procesem, który wymaga odrobiny wprawy. Trudność stanowi odpowiednie ułożenie wszystkich plis. Ze względu na ich alegoryczny charakter, staranność podczas ich układania symbolizuje pracę budoki nad samym sobą oraz doskonalenie wymienionych powyżej cnót.

### Węzeł

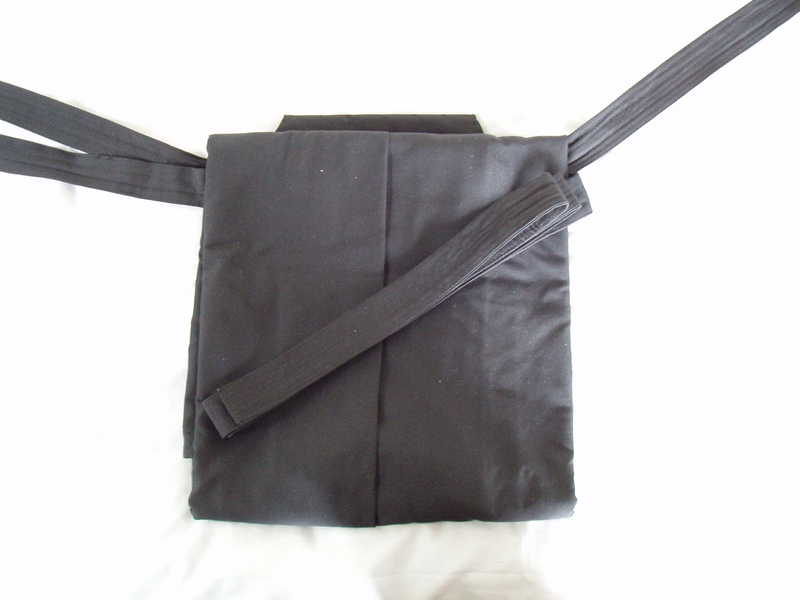
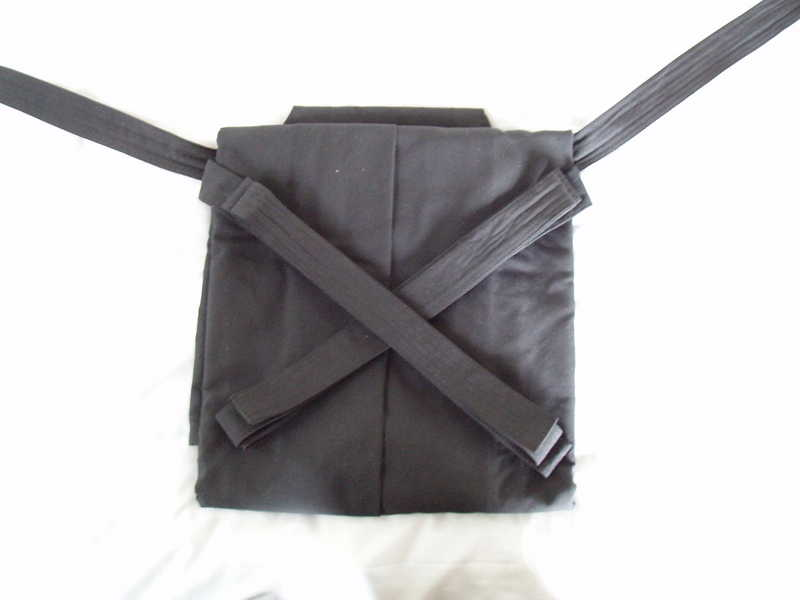
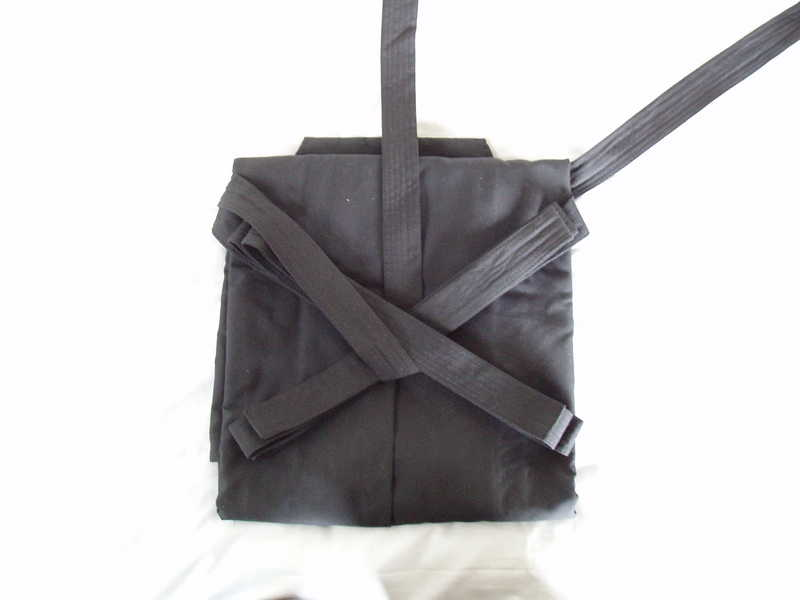
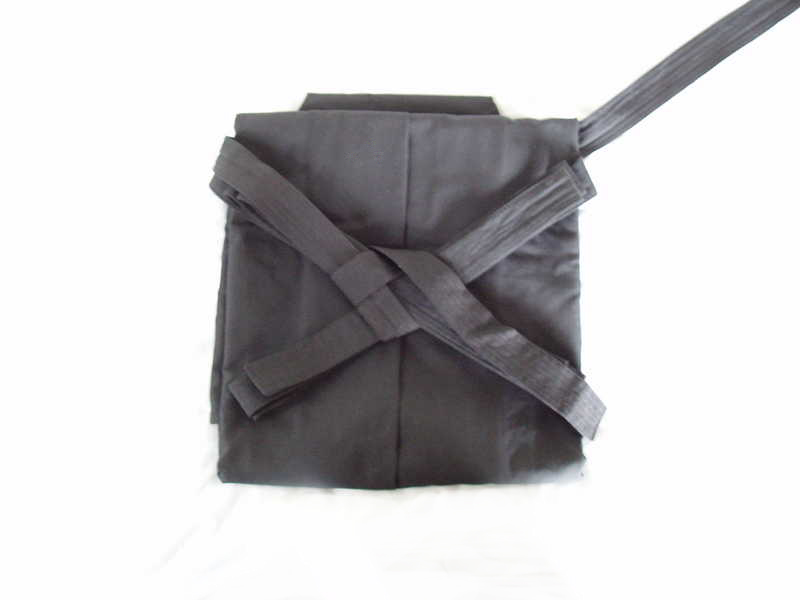
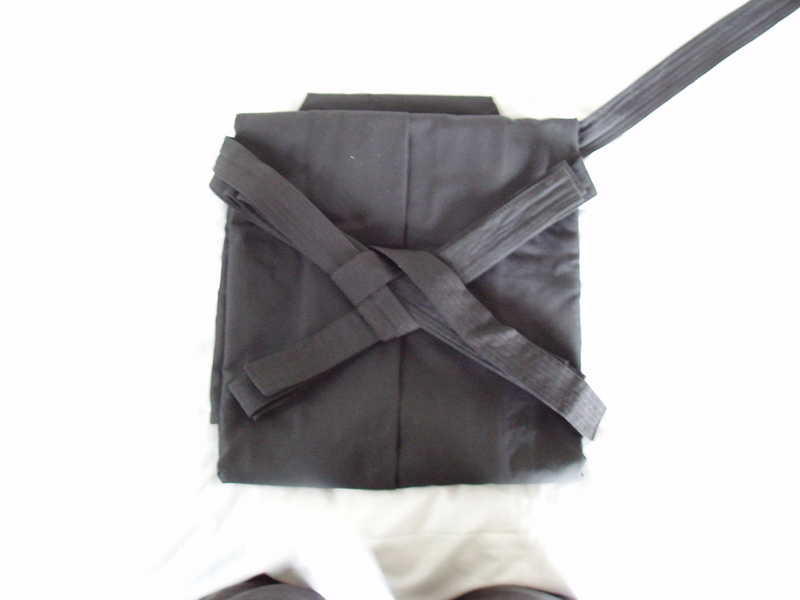
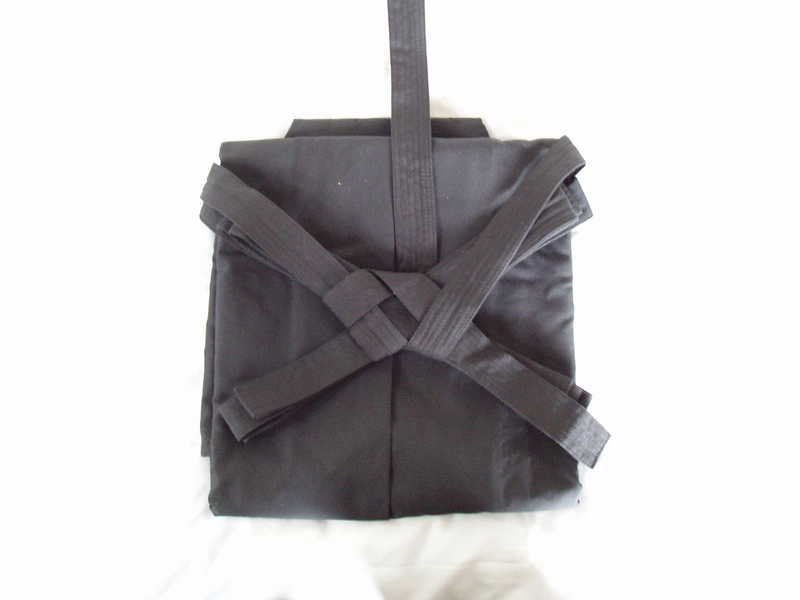
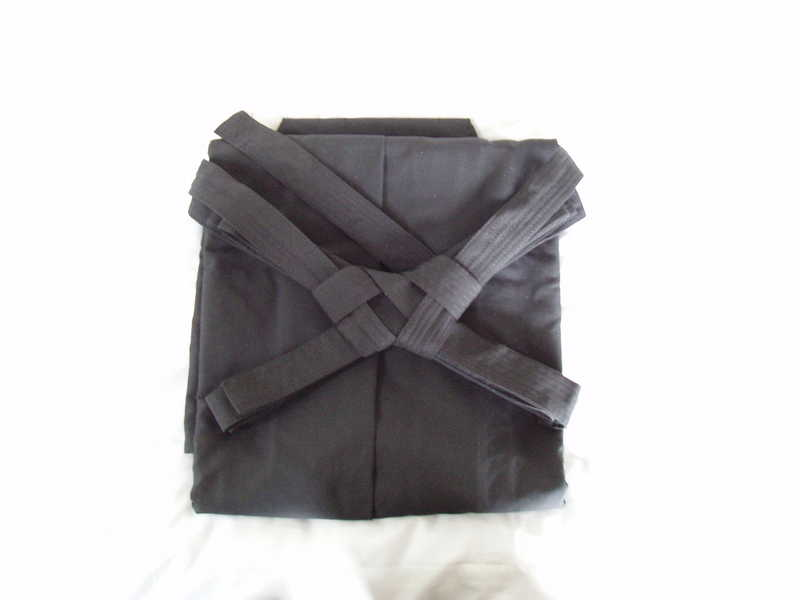
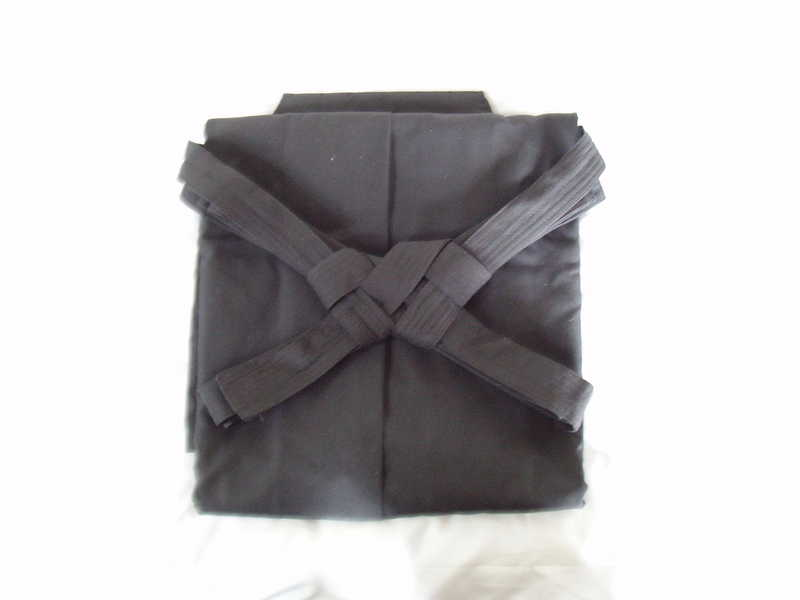